# Gare de La Baule-Les Pins
Gare de La Baule-Les Pins – przystanek kolejowy w La Baule-Escoublac, w departamencie Loara Atlantycka, w regionie Kraj Loary, we Francji.
Obecnie jest przystankiem kolejowym Société nationale des chemins de fer français (SNCF), obsługiwanym przez pociągi TER Pays de la Loire, między Nantes i Le Croisic.